# Isiangułowo
Isiangułowo – wieś w Rosji, w Baszkortostanie. W 2010 roku liczyła 7418 mieszkańców.